# بحيرات ريلا السبعة (بلغاريا)

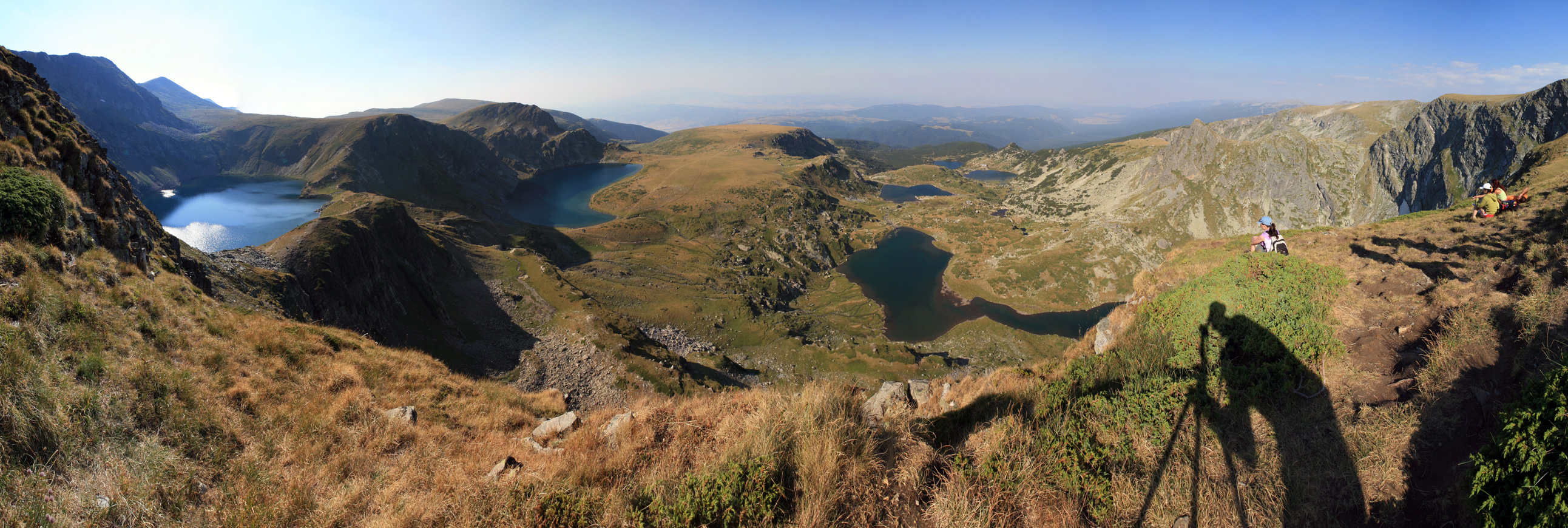
منظر بانورامي لبحيرات ريلا السبع من جبل إيزرين

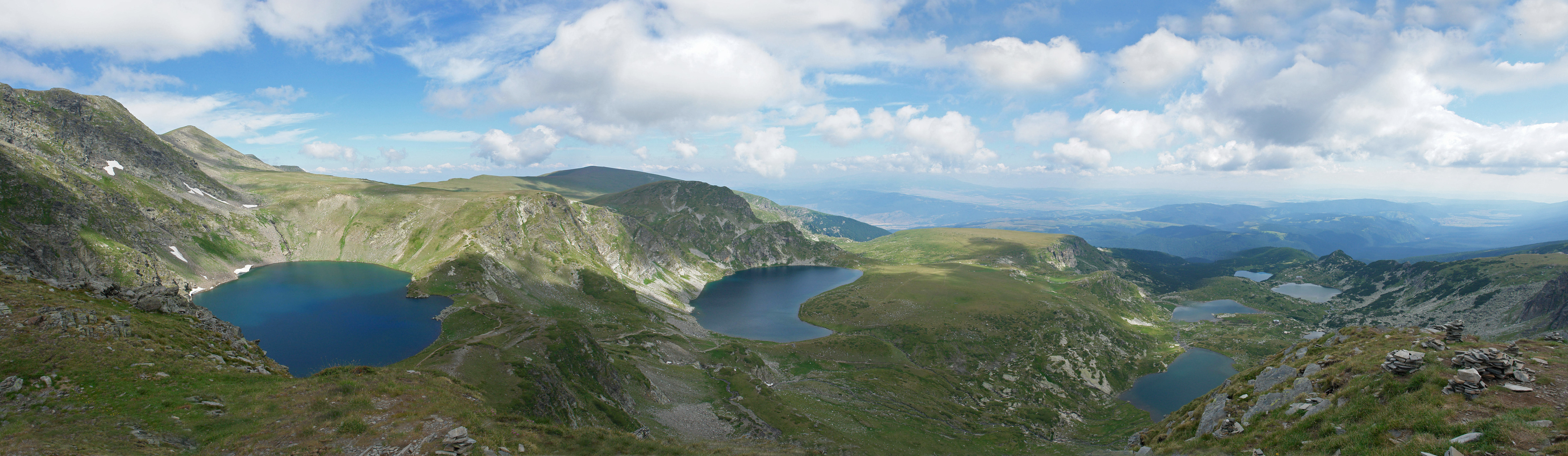
البحيرات السبع

بحيرات ريلا السبع هي مجموعة من البحيرات الجليدية ، تقع في شمال غرب جبل ريلا في بلغاريا . وهي مجموعة البحيرات الأكثر زيارة في بلغاريا . تقع البحيرات على ارتفاع يتراوح بين 2100 و 2500 متر فوق مستوى سطح البحر.

## نبذة
كل بحيرة تحمل اسمًا مرتبطًا بأهم سماتها المميزة. أعلي بحيرة يُطلق على أعلى ها اسم ("الدمعة") نظرًا لمياهها الصافية. التالية في الارتفاع يطلق عليها ("العين") لشكلها البيضاوي . و هي أعمق بحيرة في بلغاريا، ويبلغ عمقها 37.5 مترًا. البحيرة الثالثة اسمها ("الكلى") هي البحيرة ذات الشواطئ الأكثر انحدارًا في المجموعة بأكملها. البحيرة الرابعة اسمها ("التوأم") وهي الأكبر من حيث المساحة. البحيرة الرابعة وإسمها ("ثلاثية الفصوص") لها شكل غير منتظم وشواطئ منخفضة. البحيرة الخامسة الضحلة هي ("بحيرة السمك") والأخيرة هي ("البحيرة السفلى") ، حيث تتجمع المياه التي تتدفق من البحيرات الأخرى لتشكيل نهر ديزرمان.

## السياحة
البحيرات السبع هي منطقة جذب سياحي في بلغاريا بسبب بيئتها الطبيعية. تقع البحيرات واحدة فوق الأخرى ومتصلة بواسطة تيارات صغيرة تشكل شلالات وشلالات صغيرة. تشمل أماكن الإقامة السياحية في محيط البحيرات شاليهًا على الشاطئ الشمالي الشرقي لبحيرة الأسماك، على ارتفاع 2196 مترًا.

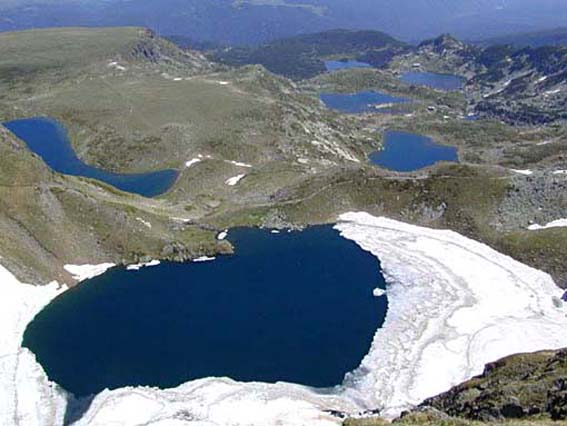
منظر لسبع بحيرات ريلا
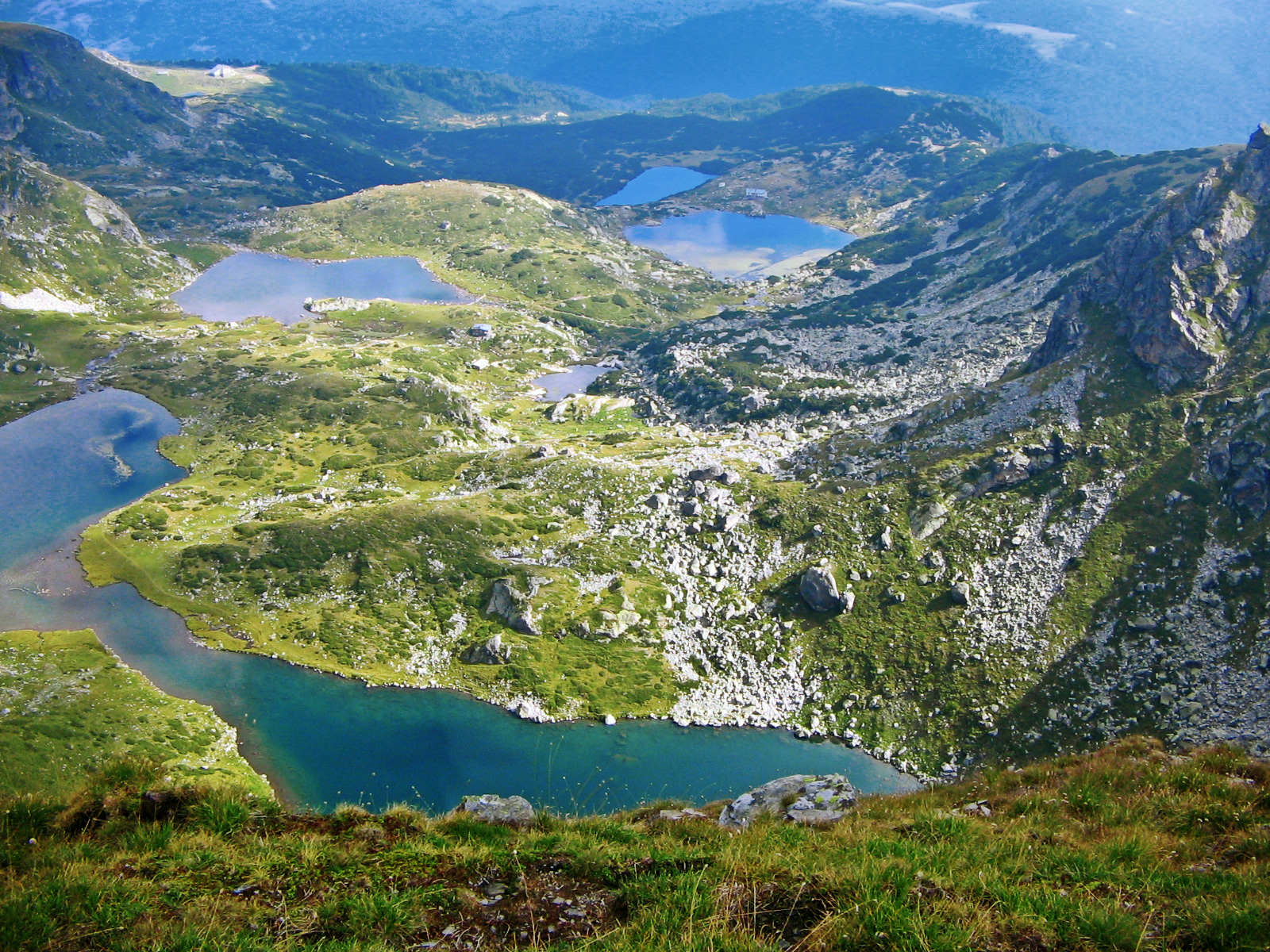
بحيرات الدمعة والعين والثلاثية
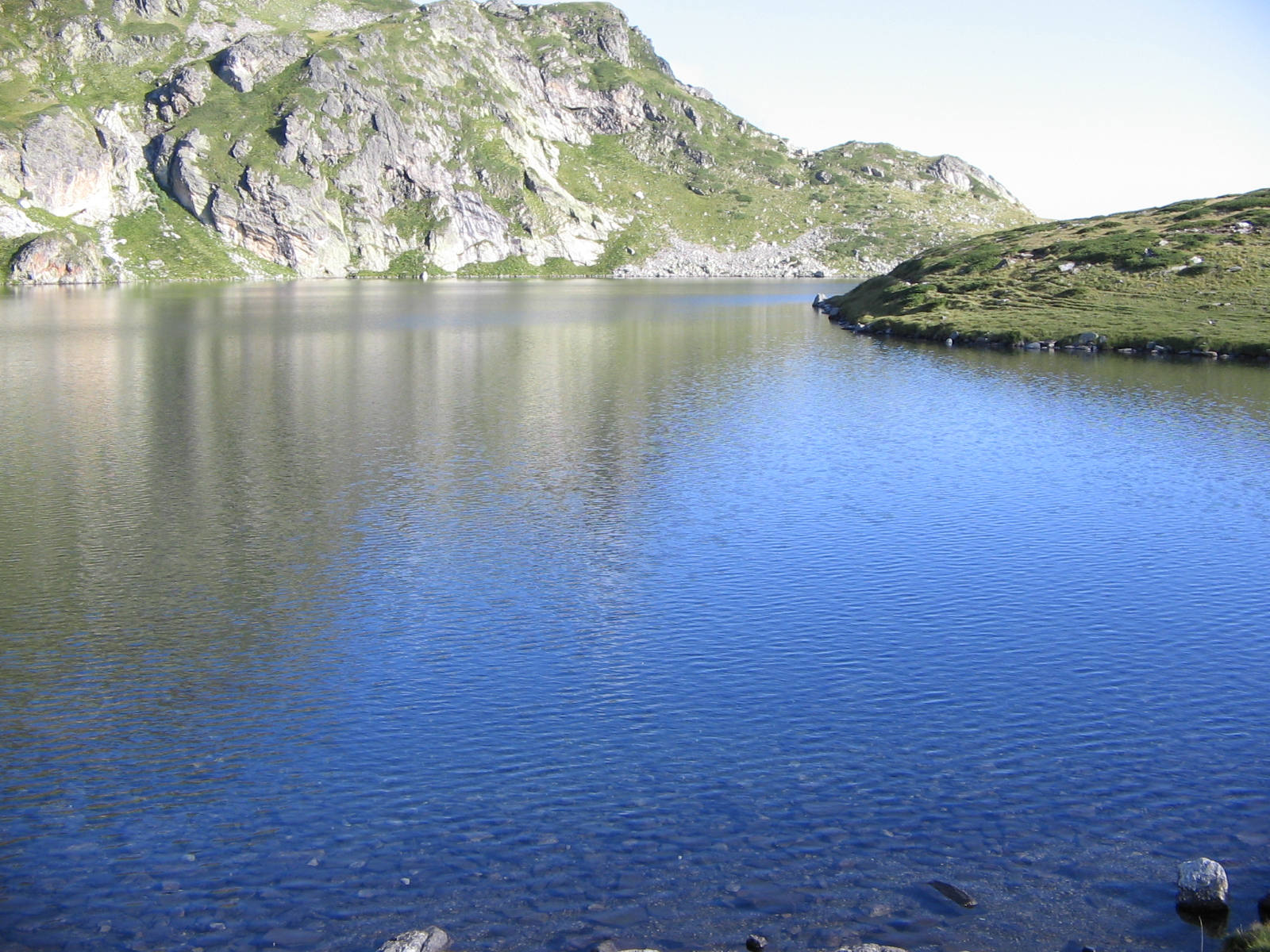
بحيرة بابريكة
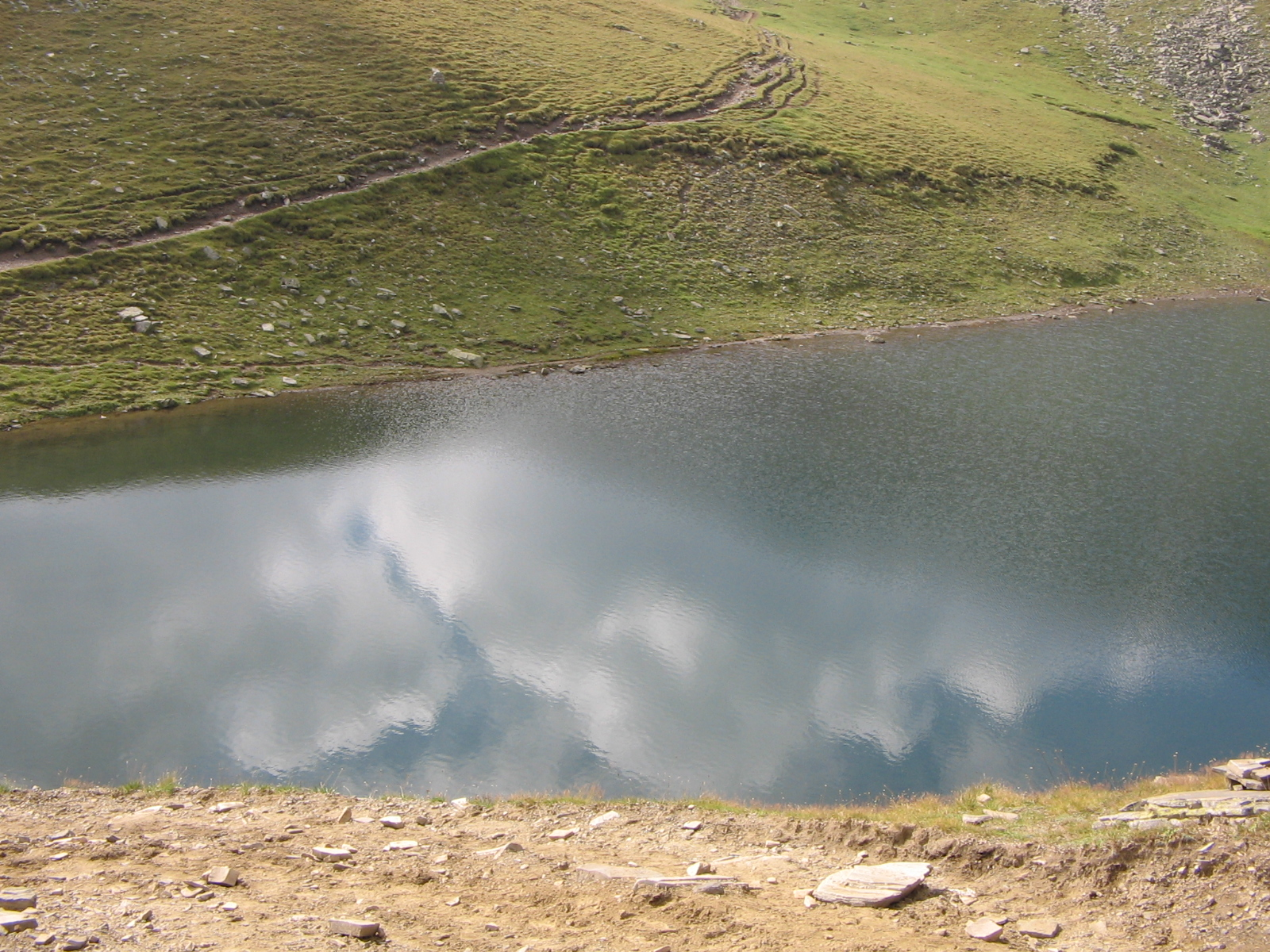
بحيرة سالزاتا
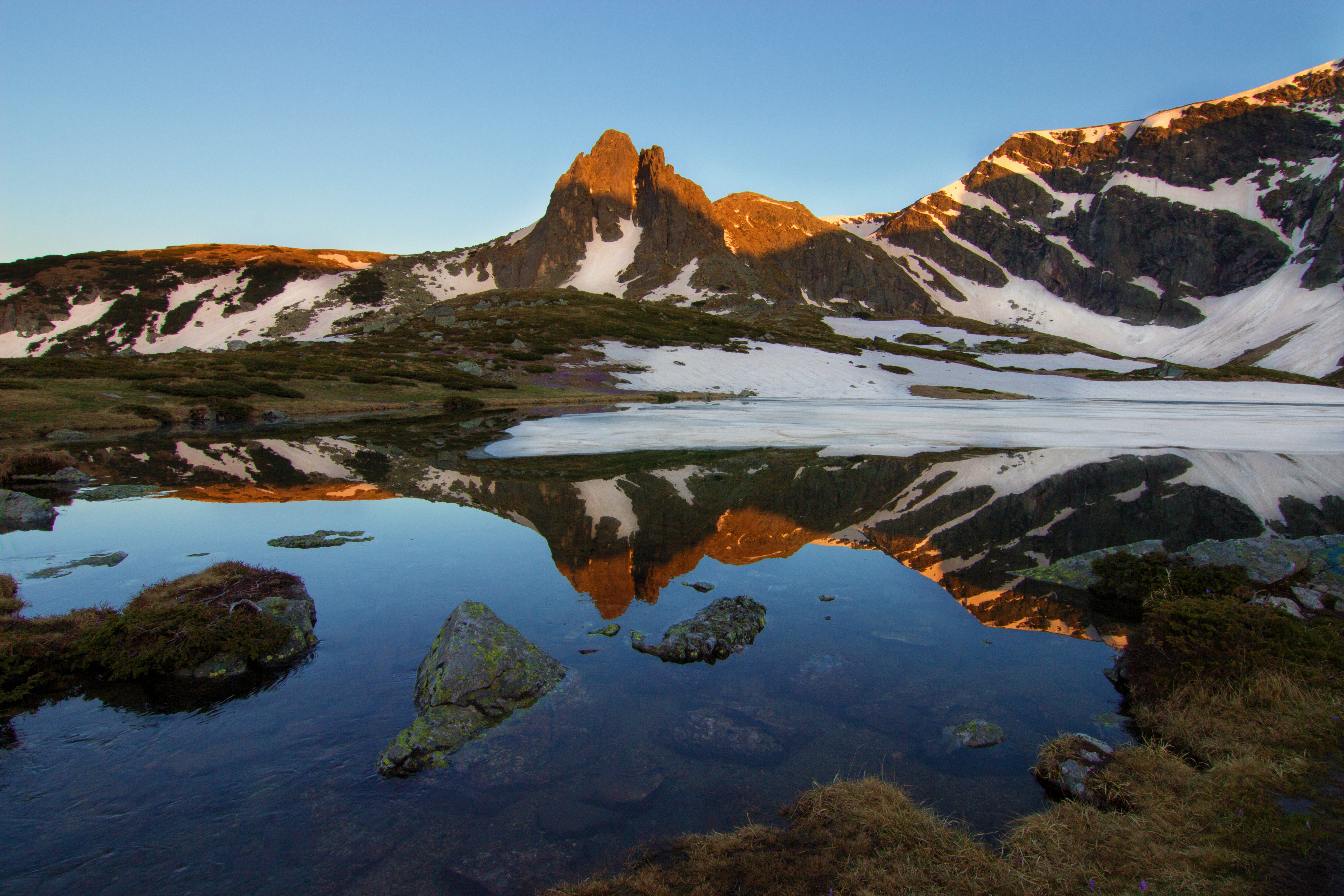
بحيرة بليزناكا